# Gregorio Fontana
Pour les articles homonymes, voir Fontana.
Gregorio Fontana de son vrai nom Giovanni Battista Lorenzo Fontana (7 décembre 1735 à Villa di Nogaredo, près de Rovereto - 24 août 1803 à Milan), est un mathématicien italien. Membre de la communauté des Écoles pies, le Père Fontana se distingua comme mathématicien, remplaça Roger Joseph Boscovich dans la chaire de mathématiques de l'université de Pavie. Gregorio Fontana est devenu membre de la Royal Society le 16 avril 1795. Son frère est le physicien et naturaliste Felice Fontana.

## Biographie
Né à Villa di Nogaredo près de Rovereto, dans le Tyrol, le 7 décembre 1755, il commença ses études en cette ville et alla les continuer à Home , où il s’engagea dans l’ordre des Écoles pies. Ses supérieurs lui confièrent une partie de l’enseignement dans leur collège romain, appelé Nazareno, et l’envoyèrent peu de temps après comme professeur public à Senigallia ; il s’y lia le marquis Giulio Fagnano, qui cultivait les mathématiques. À Bologne puis à Milan il excerce en tant que professeur de philosophie et de mathématiques dans les écoles pies. Le comte de Firmian, Mécène de la Lombardie, conçut pour lui de l' estime. Les premiers ouvrages de Fontana ayant été publiés en cette circonstance, le firent juger digne d’aller occuper dans l’Université de Pavie (en 1763) la chaire de logique et de métaphysique, et le comte de Firmian le nomma en même temps directeur de la bibliothèque dont il allait enrichir cette université. Ce fut sous Fontana qu’elle acquit son existence et la majeure partie de ses richesses. Il conserva cette charge, lorsque cinq ans après il fut promu à la chaire des hautes mathématiques, vacante par la mort de Roger Joseph Boscovich  et il la remplit pendant environ trente ans. Les nombreux ouvrages, tant latins qu’italiens, qu’il donna au public pendant cet espace de temps, et les mémoires qu’il envoya à diverses Académies, le firent connaître en Europe. Il eut le temps d’écrire à la marge de tous les livres de sa bibliothèque particulière des apostilles . Lorsqu’en 1796 Bonaparte vint en Italie comme général en chef de l’armée d'Italie, il crut devoir témoigner beaucoup de considération et même de confiance à notre mathématicien, qu’il fit nommer membre du corps législatif de la naissante république cisalpine. Après la victoire de Marengo, en 1800, Fontana, professeur émérite de l’université, rentre à Milan. À la nouvelle organisation de la république italienne, Fontana devint membre du collège électoral de’ Dotti. Une fièvre le surprit au milieu de ses travaux littéraires, et il mourut à Milan le 24 août 1803, léguant tous ses manuscrits à son frère Felice.

## Œuvres
- Sept Dissertations ou Opuscules académiques en latin ou en italien sur diverses questions de physique, d’hydrodynamique, etc., dont nous citerons seulement ses Analyseos sublimioris opuscula, Venise, 1763, et ses Memorie matematiche, Pavie, 1796, in-4° ;
- Quinze Mémoires dans la collection de l’Académie de Sienne ;
- dix- sept dans les Memorie di matematica et fisica delta Società italiana delle science. Un des plus curieux est le Mémoire Sulla macchina a specchi di M. de Buffon, e sulla luce che da uno specchio piano circolare viene ripercossa sopra uno spazio circolare dato ;
- Cinq Mémoires dans la collection de l’Académie de Turin (1802) ;
- Cinq autres dans la Biblioteca fisica d’Europa ;
- Quatre dans le Journal physico-médical de Pavie : un des plus importants, intitulé : Discorso sopra un problema ottico-astronomico relativo alla forza amplificata dai telescopii di Herschell, se trouve encore au tome 45 de la Raccolta di opuscoli, imprimée à Milan par Giuseppe Marelli ;
- Il a traduit en italien l’Hydrodynamique et d’autres ouvrages mathématiques de l’abbé Bossut, Sienne, 1779. Parmi ses autres traductions on distingue son Compendio di un corso di lezioni di fisica sperimentale del signor Giorgio Atwood ad uso del collegio della Trinità, Pavie, 1781. C’est dans les notes qu’il ajouta à ce cours de physique expérimentale qu’il hasarda cette singulière proposition, qui fut réfutée en plusieurs écrits, et notamment dans un appendice mis à la réimpression faite à Plaisance en 1789, de la Logique de Condillac : « Si dix indices concourent sur la culpabilité ou l’innocence d’un accusé, et qu’il résulte de chacun d’eux que l’innocence est plus probable que la culpabilité, cette culpabilité que l’on cherche sera cinquante fois plus probable que l’innocence. »
- Saggio di una difesa della divina rivelazione di Leonardo Eulero tradotto dall’idioma tedesco, coll’aggiunta dell’esame dell’argomento dedotto dall’abbreviamento dell’anno solare e planetario, Pavie, 1777 ;
- Dissertazione di Gian-Lorenzo Mosheim sopra l’opera di Origene contro Celso, con copiose annotazioni del traduttore, Pavie, 1778 ;
- Saggio sopra i principii della composizione storica e loro applicazione alle opere di Tacito del signor Giovanni Hill, tradotto dall’inglese, con un appendice del traduttore, Pavie, 1789 ;
- Discorso preliminare agli Atti della Società Linneana di Londra, sull’origine e progresso della storia naturale, e più particolarmente della botanica del signor Jacopo Odoardo Smith, tradotto fedelmente dall’ inglese, con note, Pavie, 1792 ;
- Sermone sul martirio del re Carlo I, detto nella chiesa di S. Patrizio di Dublino, il 30 gennajo 1726, dal dottor Gionatà Swift, decano di delta chiesa, Pavie, 1793[2] ;
- L’esempio della Francia, avviso e specchio all’Inghilterra, di Arturo Young scudiere, membro della Società reale, con note, Pavie, 1794.

On a encore de Gregorio Fontana quelques ouvrages imprimés sans sa participation, tels que la Dottrina degli azzardi applicata ai problemi della probabilità della vita, della pensioni, etc., di Abram Moivre, Pavie, 1776, in-8° de 195 pages. Cette traduction, enrichie de notes savantes et curieuses, est d’autant plus importante, que l’ouvrage de Moivre n’a point été traduit en français ; la version qu’en faisait espérer l’illustre Lagrange n’a pas paru. Fontana y a joint une notice par ordre chronologique de tous les ouvrages ou mémoires sur les calculs de mortalité depuis les observations de Graunt, publiées en 1662, jusqu’à la dissertation de Giovanni Verardo Zeviani sur la mortalité des enfants, Vérone, 1775. (Voyez le Journal des savants, mars 1777.) Outre ces diverses compositions ou traductions, le P. Fontana a fourni des notes et des additions importantes à un grand nombre d’ouvrages de physique ou de mathématiques publiés de son temps en Italie.

## Listes d’œuvres
- (la) Analyseos sublimioris opuscula, Venise, Simone Occhi, 1763 (lire en ligne)
- Delle altezze barometriche e di alcuni insigni paradossi relativi alle medesime, Pavie, Giuseppe Bolzani, 1771 (lire en ligne)
- Dissertazione idrodinamica, Mantoue, Pazzoni, 1775 (lire en ligne)
- (la) Disquisitiones physico-mathematicae, Papiae, in typographeo Monast. S. Salvatoris, 1780 (lire en ligne)
- Dissertazione sul computo dell'errore probabile nelle sperienze ed osservazioni, Pavia, Stamperia del R. I. Monastero di S. Salvatore, 1781 (lire en ligne)
- Ricerche sopra diversi punti concernenti l'analisi infinitesimale e la sua applicazione alla fisica, Pavie, Baldassare Comino, 1793 (lire en ligne)[1]

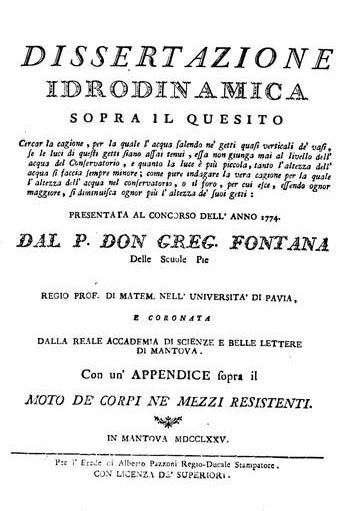
Dissertazione idrodinamica, 1775
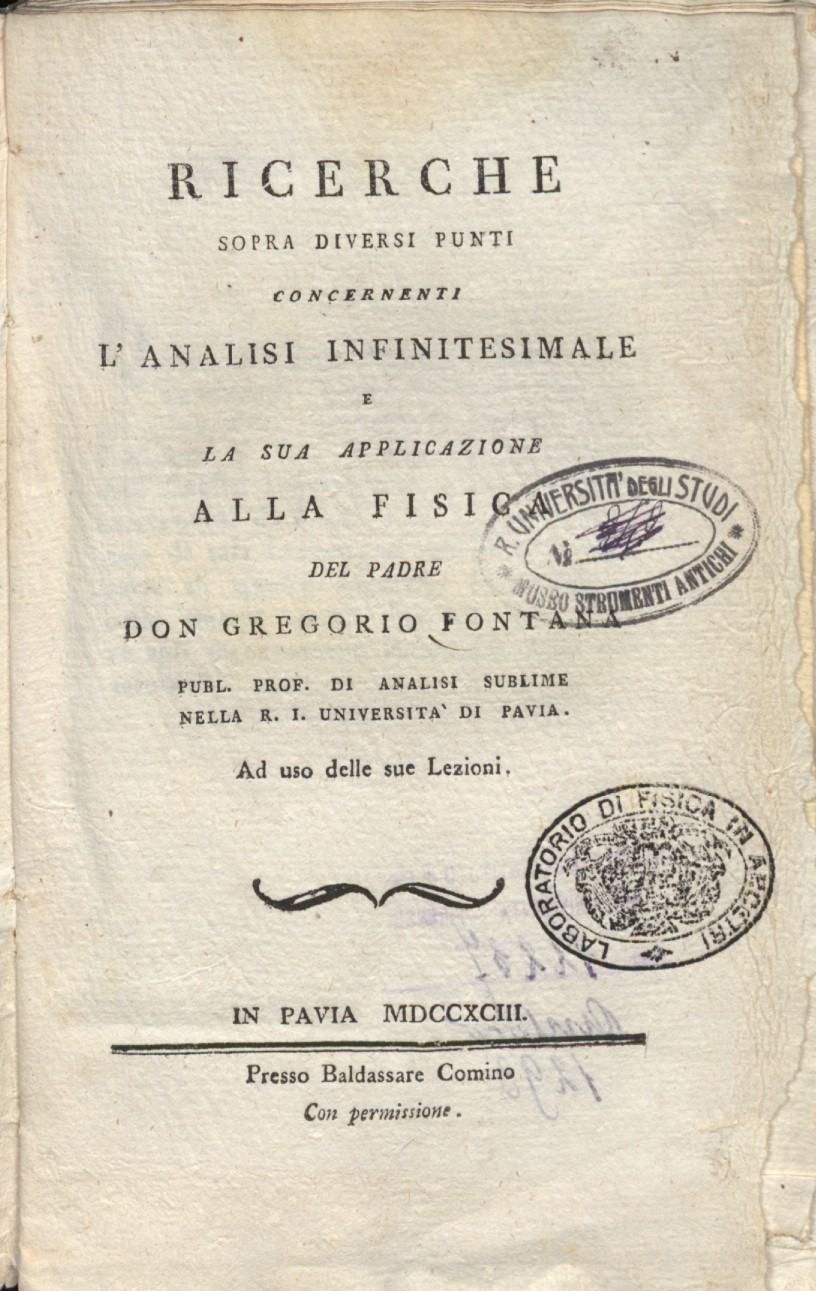
Ricerche sopra diversi punti concernenti l'analisi infinitesimale e la sua applicazione alla fisica, 1793